# Aesculus sylvatica
Aesculus sylvatica là một loài thực vật có hoa trong họ Bồ hòn. Loài này được W.Bartram mô tả khoa học đầu tiên năm 1791.

## Hình ảnh

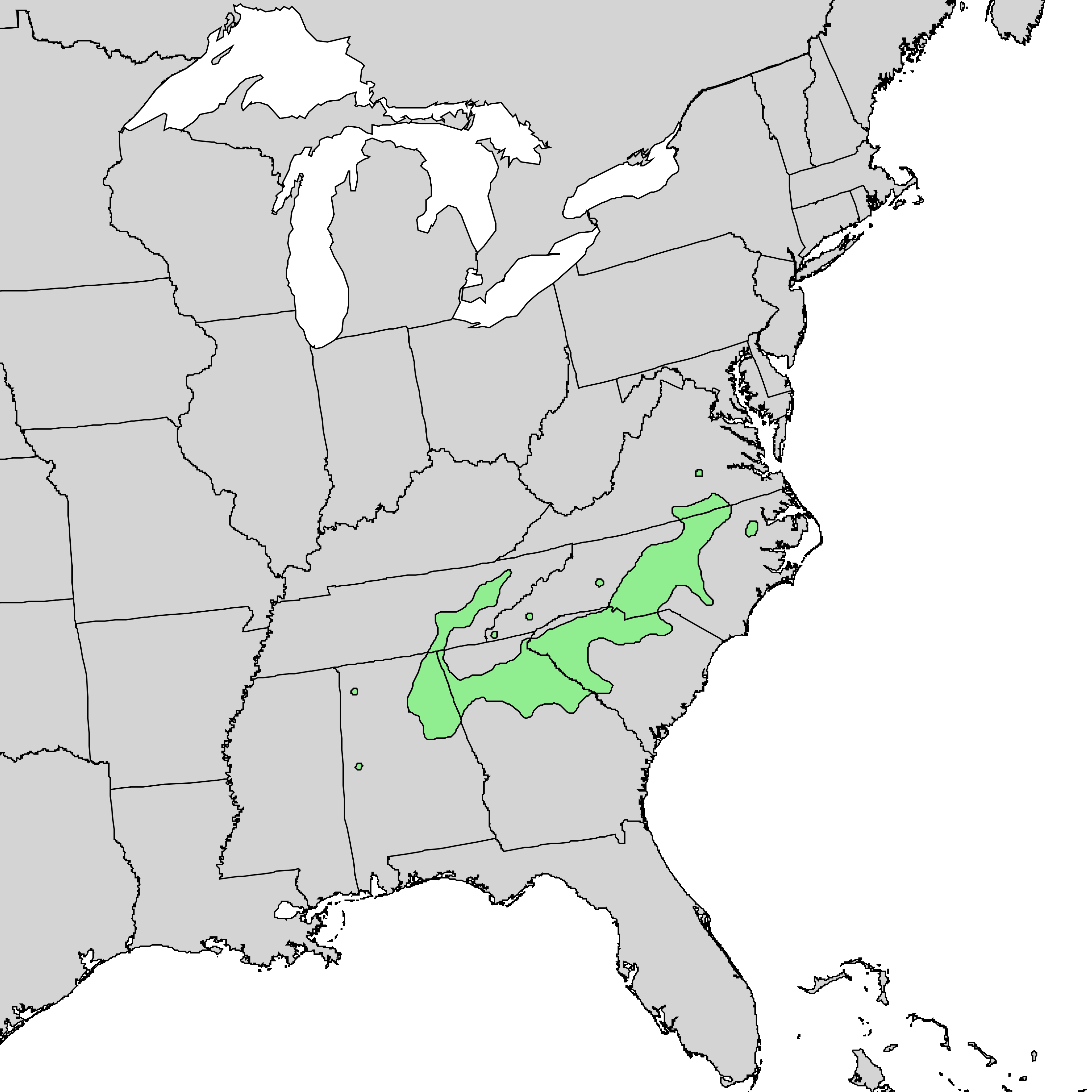